# Białochowo
Białochowo (Duits: Burg Belchau) is een plaats in het Poolse district  Grudziądzki, woiwodschap Koejavië-Pommeren. De plaats maakt deel uit van de gemeente Rogóźno en telt 580 inwoners.

## Bekende inwoners
- Erich von Falkenhayn (1861-1922), Chef-Staf van het Duitse landleger in de Eerste Wereldoorlog